# Eugène Van Roosbroeck
Eugène Van Roosbroeck (Antuérpia, 13 de maio de 1928 - Antuérpia, 29 de março de 2018) foi um ciclista belga ciclismo de estrada.

## Carreira
Van Roosbroeck foi campeão e recebeu a medalha de ouro na prova de contrarrelógio por equipes nos Jogos Olímpicos de Verão de 1948 em Londres, juntamente com Lode Wouters e Leon De Lathouwer.

## Morte
Morreu aos 89 anos em 29 de março de 2018, na cidade de Antuérpia.